# Lalla Ward
Sarah Ward, conocida como Lalla Ward (Londres, 28 de junio de 1951) es una actriz, escritora e ilustradora inglesa. Como actriz, es conocida por interpretar el papel de Romana en la serie británica de ciencia ficción de la BBC Doctor Who. Se casó con el biólogo Richard Dawkins en 1992 y está separada de él desde 2016.

## Biografía
Sarah Ward es la hija del 7.º Vizconde de Bangor, Edward Ward, y su cuarta esposa, Marjorie Alice Banks; así, tiene el derecho de usar el título de "Honorable". Su padre era corresponsal de guerra de la BBC en Finlandia al principio de la 2.ª Guerra Mundial, mientras su madre era escritora y productora en la BBC, especializada en documentales dramatizados. Tiene un hermano, Edward, dos años más joven, y un medio hermano, William, 8.º Vizconde de Bangor y tres años mayor que ella.
Por vía paterna es descendiente de Jorge Plantagenet, 1.er Duque de Clarence, hermano de Eduardo IV y Ricardo III, vía John Mordaunt, 1.er Conde de Peterborough, John, 1.er Vizconde Mordaunt, y Bernard Ward, 1.er Vizconde Bangor.
Su bisabuela [Mary_Ward_(científica)]] era una talentosa ilustradora y científica amateur, que está documentada como la primera persona del mundo que murió en un accidente de vehículo a motor.

## Carrera

### Primeros años
El nombre artístico de Ward, "Lalla", viene de sus intentos de pequeña de pronunciar su propio nombre. Dejó el colegio a los 14 años porque "detestaba hasta el último minuto de ella", y se sacó la primaria por libre. Tras pasar unos años pintando, Ward se presentó a las audiciones para una escuela de arte dramático de Londres "como una especie de desafío" a sí misma:

Era un "a ver si puedes hacerlo" o algo así, porque era lo que más odiaba - como alguien que tiene miedo a las alturas se dedica a escalar o, no sé, se va de espeleología siendo claustrofóbico.

Ward estudió en la Central School of Speech and Drama de 1968 a 1971.
Comenzó su carrera como actriz en la película de terror de la Hammer Vampire Circus (1972), e interpretó a la hija adolescente de La Duquesa de Duke Street en la popular serie dramática de la BBC de los setenta. Apareció en películas como Matushka, England Made Me (1972), Rosebud (1974) y The Prince and the Pauper (1977), y en televisión apareció en Van der Valk (1973), The Protectors (1973), Quiller (1975), Who Pays the Ferryman? (1977), The Professionals (1978) y Hazell (197). Actuó en una película titulada Got It Made en 1973, que después se remontó con escenas de sexo de otras actrices y se volvió a estrenar como Sweet Virgin. La revista Club International sacó fotografías de desnudos de la película diciendo que eran suyos, y Ward demandó a la revista y ganó. En 1980, interpretó a Ophelia en el Hamlet de Derek Jacobi de la BBC.

### Doctor Who
Es más conocida como la segunda actriz que interpretó a la Señora del Tiempo Romana (Romanadvoratrelundar) en Doctor Who. Después de una aparición como invitada en el papel de la princesa Astra en la historia The Armageddon Factor de 1979, Ward fue escogida para reemplazar a Mary Tamm, que había decidido no seguir en su papel. Ward apareció en todos los seriales de la 17.ª temporada y su personaje salió de la serie en la antepenúltima historia de la 18.ª temporada, la historia titulada Warriors' Gate.
Tras Doctor Who, apareció en Schoolgirl Chums (1982) y The Jeweller's Shop y en teatro en The Rehearsal.
Ward decidió retirarse de la interpretación tras casarse con Dawkins. Sin embargo, ha vuelto a interpretar a Romana en el especial benéfico de 1993 Dimensions in Time, en la versión webcast de 2003 de Shada y en varios audiodramáticos de Doctor Who. Además, ha asistido a muchas convenciones y eventos especiales de Doctor Who.

### Literatura
En los ochenta, escribió varios libros de costura y bordado. Ward es una cocinera entusiasta y aportó una receta a The Doctor Who Cookbook, editado por Gary Downie.

## Trabajo benéfico
Durante casi veinte años, Lalla Ward ha servido en el comité de la Fundación Benéfica de Actores, TACT, y ha sido administradora diez años. Junto a Richard y Sheila Attenborough, lideró una campaña que recaudó 7,5 millones de libras para la casa del actor en Denville Hall.

## Vida personal
Ward tuvo una relación sentimental con su compañero de reparto Tom Baker mientras trabajaban en Doctor Who, viviendo juntos en un piso en Deptford. La pareja se casó en diciembre de 1980, pero el matrimonio sólo duró dieciséis meses. Ward atribuyó la separación a compromisos de trabajo, diferentes estilos de vida y conflictos de interés. Respecto a su matrimonio con Tom Baker, Ward ha dicho:

Es algo que aún me pone triste. Yo quería - y de muchas formas aún quiero - a Tom muchísimo. El problema es que nuestras carreras resultaron ser tan importantes como nosotros, y nos distanciamos. Me enfadan las sugerencias de que no funcionó porque yo era demasiado joven, o que Tom no era razonable conmigo. Sólo nos enfadábamos ocasionalmente - no estábamos lo suficientemente cercanos, supongo. Fue una decisión que discutimos y pensamos que era lo mejor.

Ward dijo en 2004 que su larga amistad con Douglas Adams, con quien trabajó en Doctor Who, significó más para ella y era "más valiosa y duradera" que su matrimonio con Baker. En 1992, en la fiesta de su 40 cumpleaños, Adams le presentó a Lalla a su amigo Richard Dawkins (biólogo y autor de libros como El gen egoísta, El relojero ciego y, después El espejismo de Dios). Ward y Dawkins se casaron en ese mismo año.
Aparte de la interpretación, entre sus otros talentos se incluye la ilustración de libros, y es particularmente aficionada a dibujar animales. Un ejemplo de este fue el Shell Calendar de 1985, que incluye dibujos de aves marinas. Ward también ilustra los libros de Dawkins, y se la conoce por ayudar a hacer el material para sus conferencias.